# Хоньковці
Хоньковце (словац. Choňkovce) — село в Словаччині в районі Собранці Кошицького краю. Село розташоване на висоті 218 м над рівнем моря. Населення — 625 чол. Вперше згадується в 1409 році. В селі є бібліотека, спортивний зал та футбольне поле.

## Населення
| Рік:            | 1994. | 2004.   | 2014.    | 2024.   |
| --------------- | ----- | ------- | -------- | ------- |
| Кількість осіб: | 604   | 618     | 550      | 511     |
| Різниця:        |       | +2,31 % | -11,00 % | -7,09 % |

| Рік:            | 2023. | 2024.   |
| --------------- | ----- | ------- |
| Кількість осіб: | 497   | 511     |
| Різниця:        |       | +2,81 % |

## Пам'ятки
У селі є греко-католицька церква Благовіщення Пресвятої Богородиці з початку 19 століття, з 1988 року національна культурна пам'ятка та православна церква Преображення Господа Ісуса Христа з 20 століття.

## Географія
Протікають Собранецький потік і Сировий потік.